# Andrzej Wichrowski
Andrzej Wichrowski (ur. 17 stycznia 1953 w Opolu) – aktor filmowy i teatralny, pracuje w Teatrze im. Stefana Jaracza w Łodzi.

## Filmografia
- 2003-2005:  Sprawa na dziś jako Banach, ojciec Joanny
- 2001:  Męska sprawa jako szef schroniska
- 2000:  Syzyfowe prace jako ojciec Marcina
- 2000:  Twarze i maski jako Jan Grajewicz
- 1999:  Jak narkotyk jako ojciec Anny
- 1999:  Długa droga do wyjścia
- 1998-2000:  Syzyfowe prace jako ojciec Marcina
- 1976:  Daleko od szosy jako Włodek, brat Leszka
- 1975:  Moja wojna, moja miłość

## Odznaczenia i nagrody
- 2012 – Brązowy Medal „Zasłużony Kulturze Gloria Artis”[1]